# Diploschistes euganeus
Diploschistes euganeus är en lavart som först beskrevs av A. Massal., och fick sitt nu gällande namn av J. Steiner. Diploschistes euganeus ingår i släktet Diploschistes och familjen Graphidaceae.   Inga underarter finns listade i Catalogue of Life.